# ملتان
مولتان (پنجابی: ملتان، ਮੁਲਤਾਨ، اردو: ملتان، هندی: मुल्तान، انگلیسی: Multan) یکی از شهرهای استان پنجاب در کشور پاکستان و مرکز ناحیه ملتان است. این شهر در بخش جنوبی استان جای دارد.
این شهر با جمعیت ۱٬۴۲۳٬۹۱۹ نفر (برآورد سال ۲۰۰۷) ششمین شهر بزرگ پاکستان به‌شمار می‌آید. جمعیت ناحیه ملتان در سال ۱۹۹۸ بالغ بر ۳٫۸ میلیون نفر بوده است.
ملتان به عنوان شهر صوفیان بزرگ و زیارتگاه‌ها شناخته می‌شود.